# Musée du curry de Yokohama

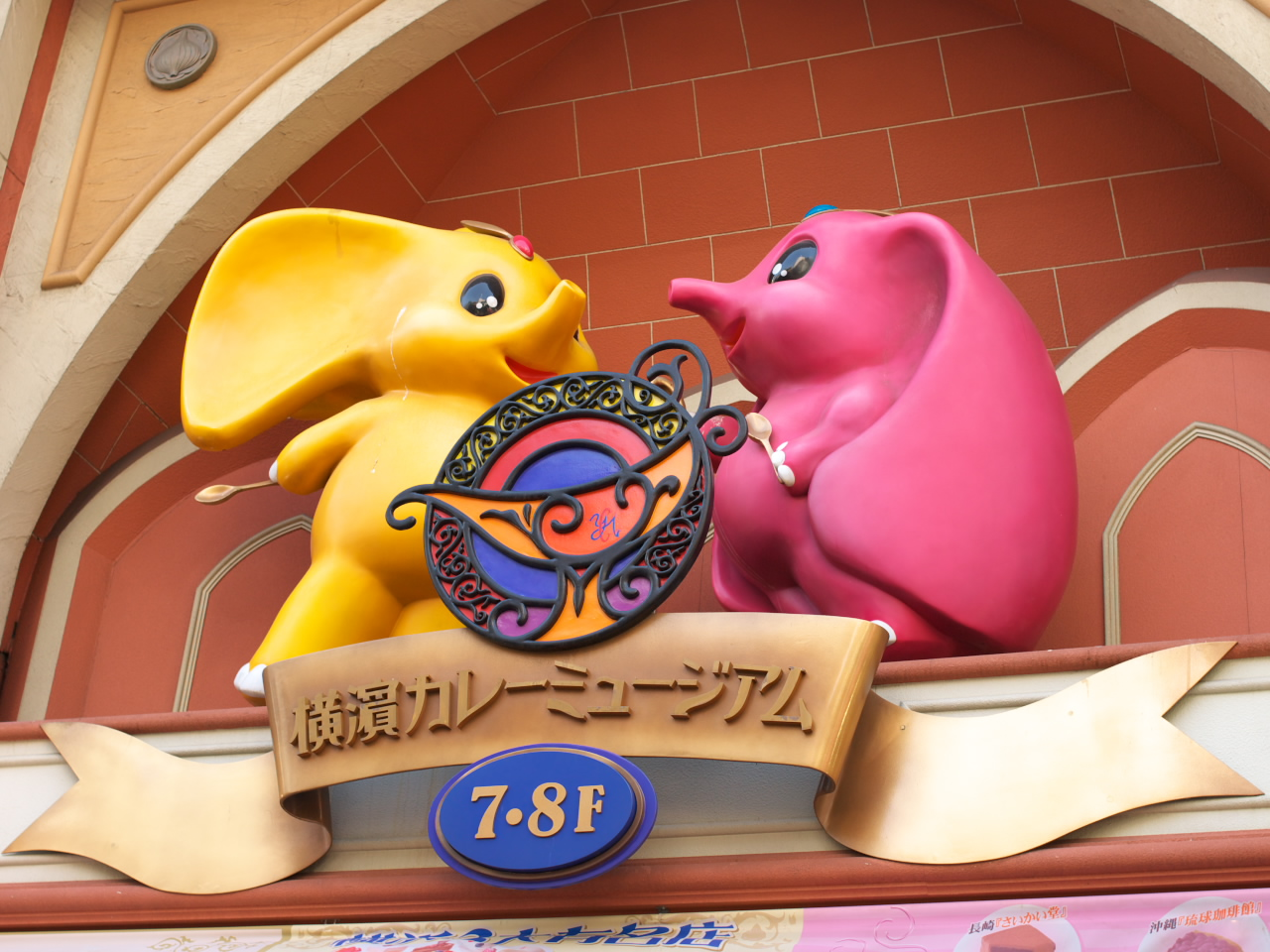
Entrée du musée du curry de Yokohama.

Le musée du curry de Yokohama (横濱カレーミュージアム, Yokohama Karē Myūjiamu), situé dans le quartier d'Isezakichō de la ville portuaire de Yokohama au Japon, était un restaurant et un musée historique sur les différentes variétés du curry japonais.

## Historique
Exploité par Matahari Co. Ltd, le musée du Curry de Yokohama a ouvert le 26 janvier 2001.
Différents types de curry étaient disponibles, s'étendant d'un repas complet à une dégustation rapide.
Le musée incluait une reconstitution du port de Yokohama de la fin du XIXe siècle. Une partie de la zone centrale était en forme de bateau. Au huitième étage, il y avait une cabine reconstituée avec des instruments de radio en code Morse.
Le musée a fermé le 31 mars 2007. À la fin de novembre 2006, un total de 8,7 millions de visiteurs avaient visité le musée.

## Source de traduction
- (en) Cet article est partiellement ou en totalité issu de l’article de Wikipédia en anglais intitulé « Yokohama Curry Museum » (voir la liste des auteurs).